# لاله واژگون اشک مریم
لاله واژگون اشک مریم یا تاج قیصر (نام علمی: Fritillaria imperialis) گونه‌ای از رده گلهای لاله واژگون است کف بومی منطقه گسترده‌ای از فلات ایران، آناتولی و کوه‌پایه‌های هیمالیاست. وجه تسمیه اشک مریم به داستان‌های اسطوره‌ای بازمی‌گردد. این که این لاله، شاهد مرگ سیاوش بوده و از غصه این اتفاق سربه زیر شده و اشک می‌ریزد. اشک‌های لالهٔ واژگون در حقیقت شیرهٔ بی‌رنگی هستند که در درون لاله قرار دارند و گاهی به سمت پائین سرازیر می‌شوند. آن را گُل اَشک نیز نامیده‌اند زیرا مقداری شبنم در بین این گل‌ها جمع می‌شود و سپس از گل به پائین می‌چکد.
از ۱۰ نوع لاله واژگون ۴ نوع: لاله واژگون ایرانی، لاله واژگون کردی، لاله واژگون ترکی و لاله واژگون اشک مریم، در ایران می‌روید.

## نگارخانه

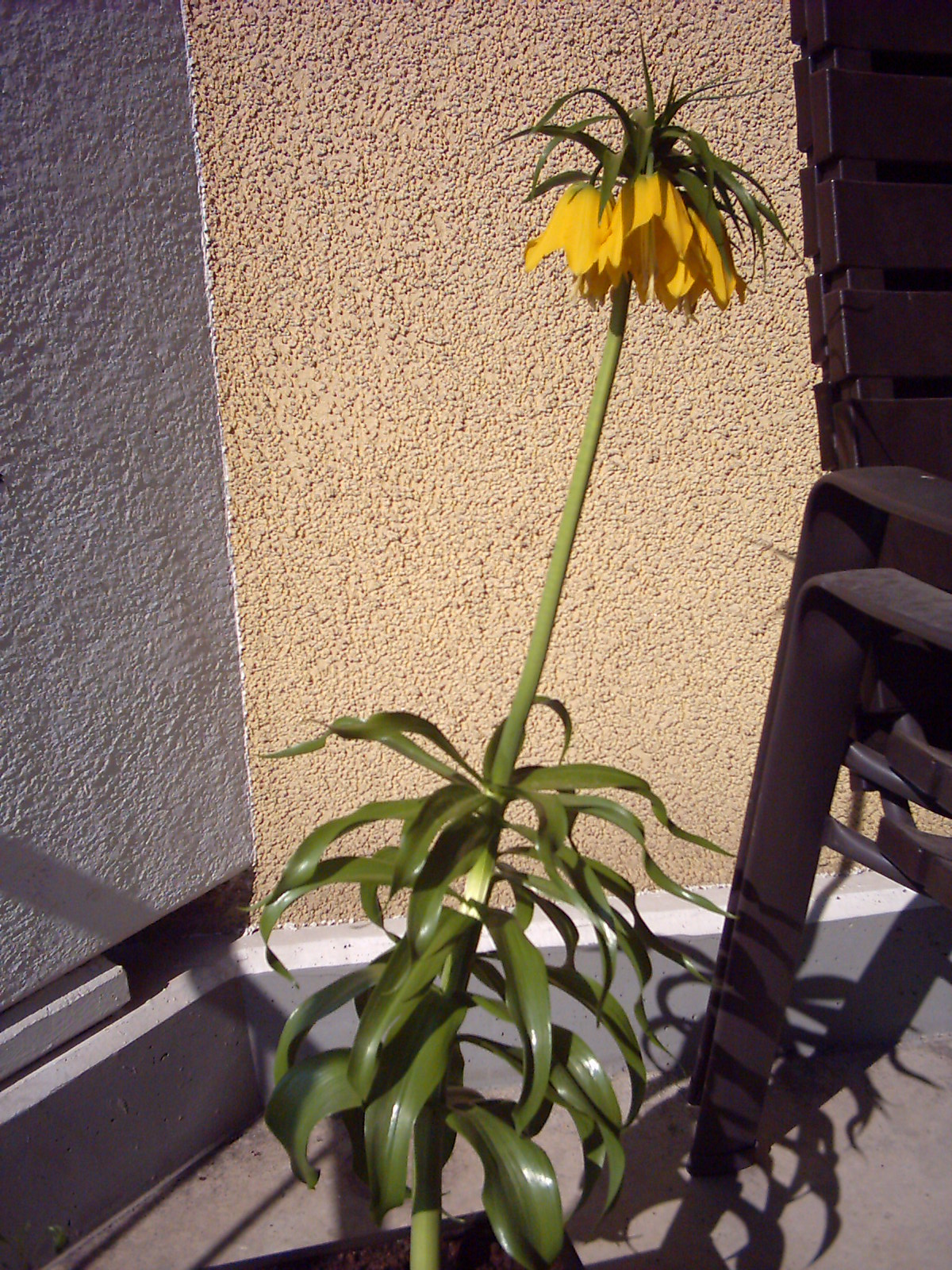
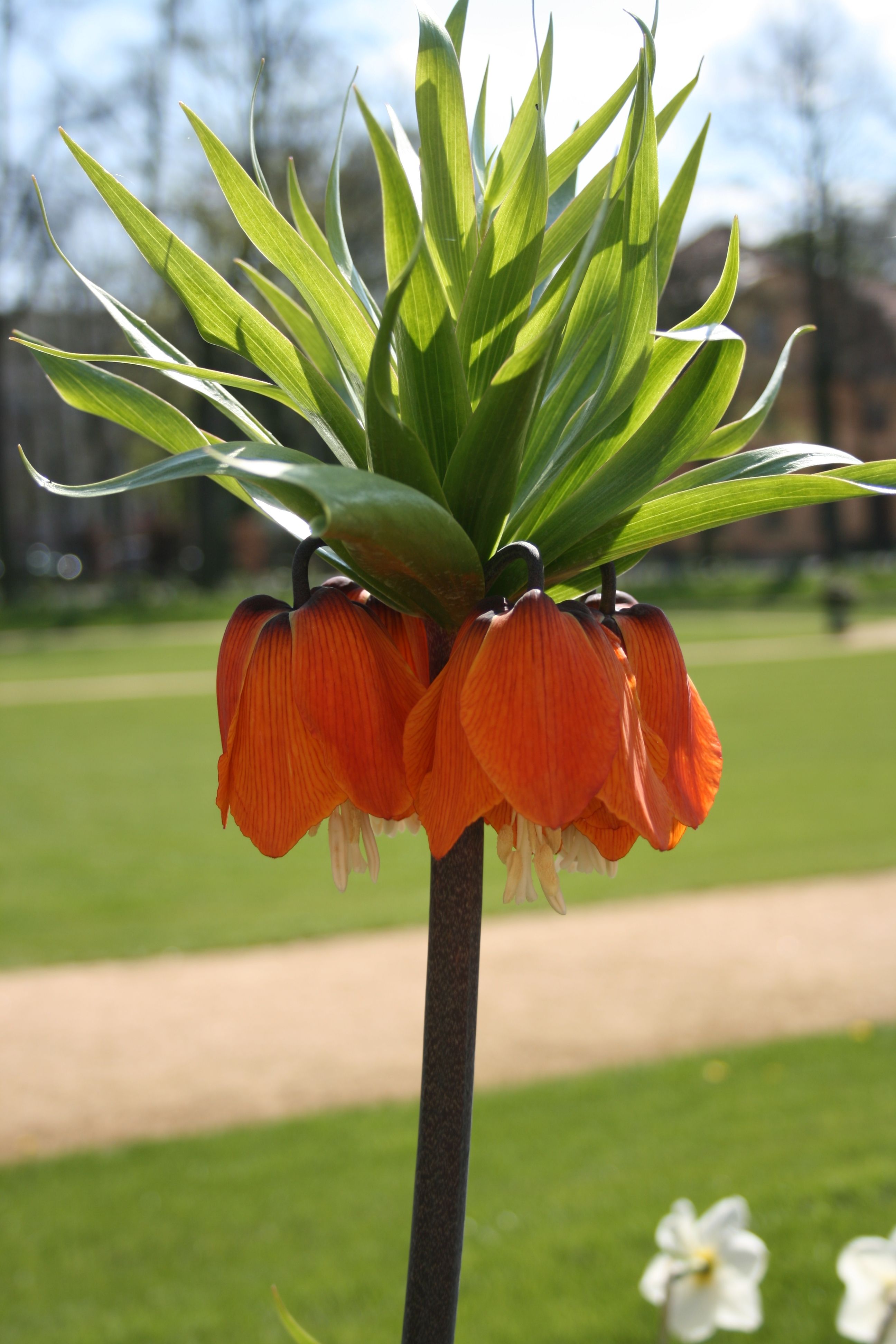
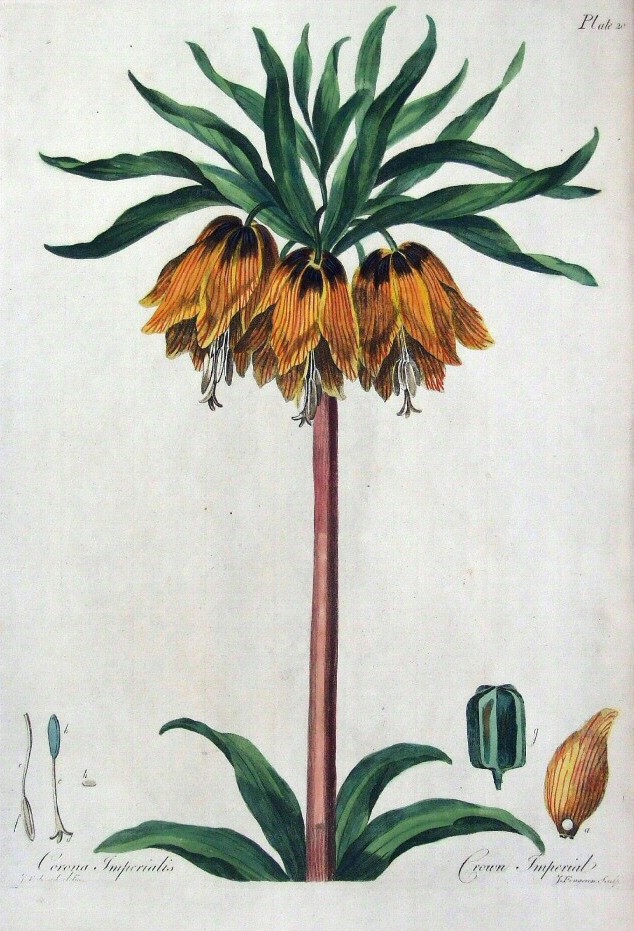
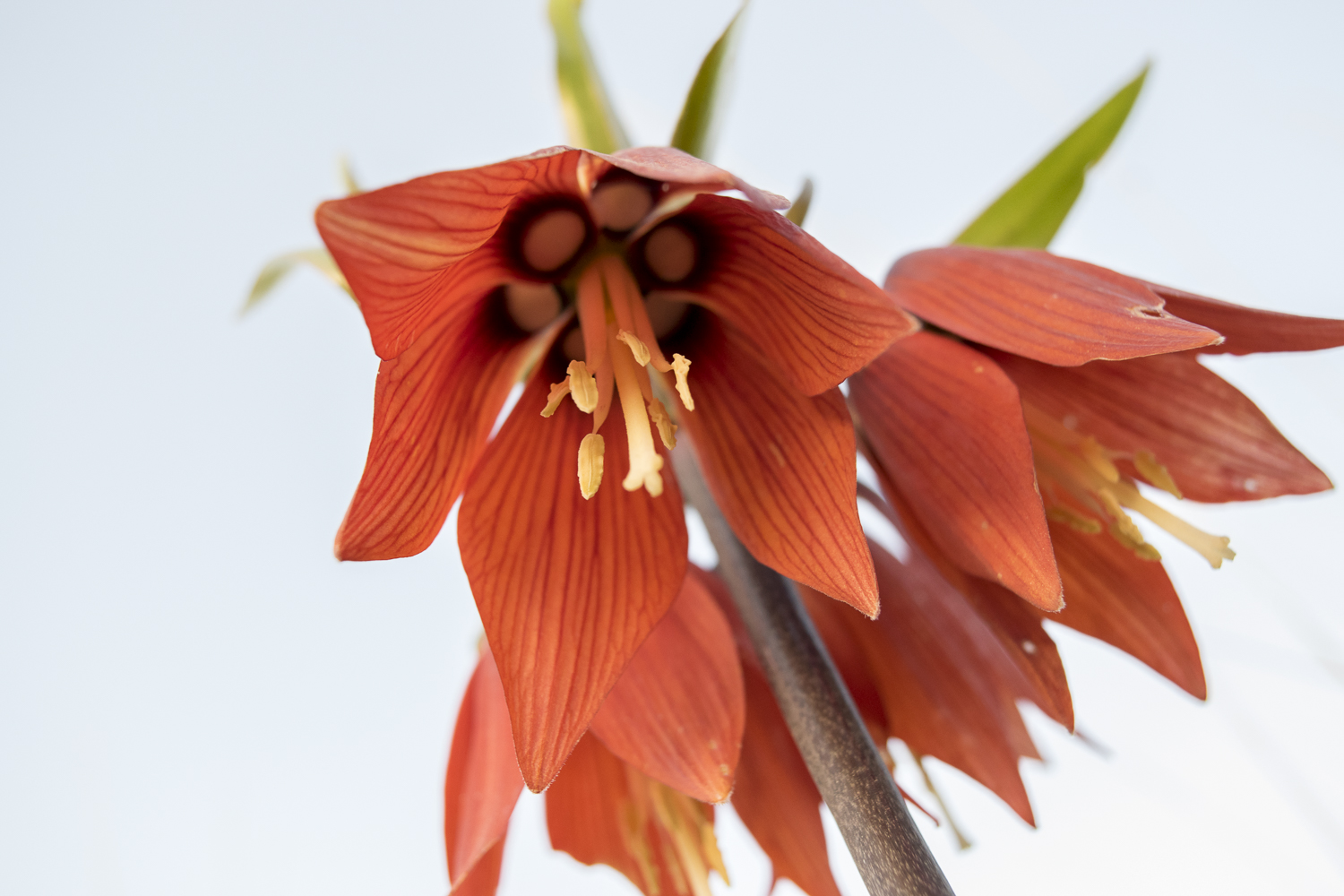
لاله واژگون اشک مریم در خوانسار
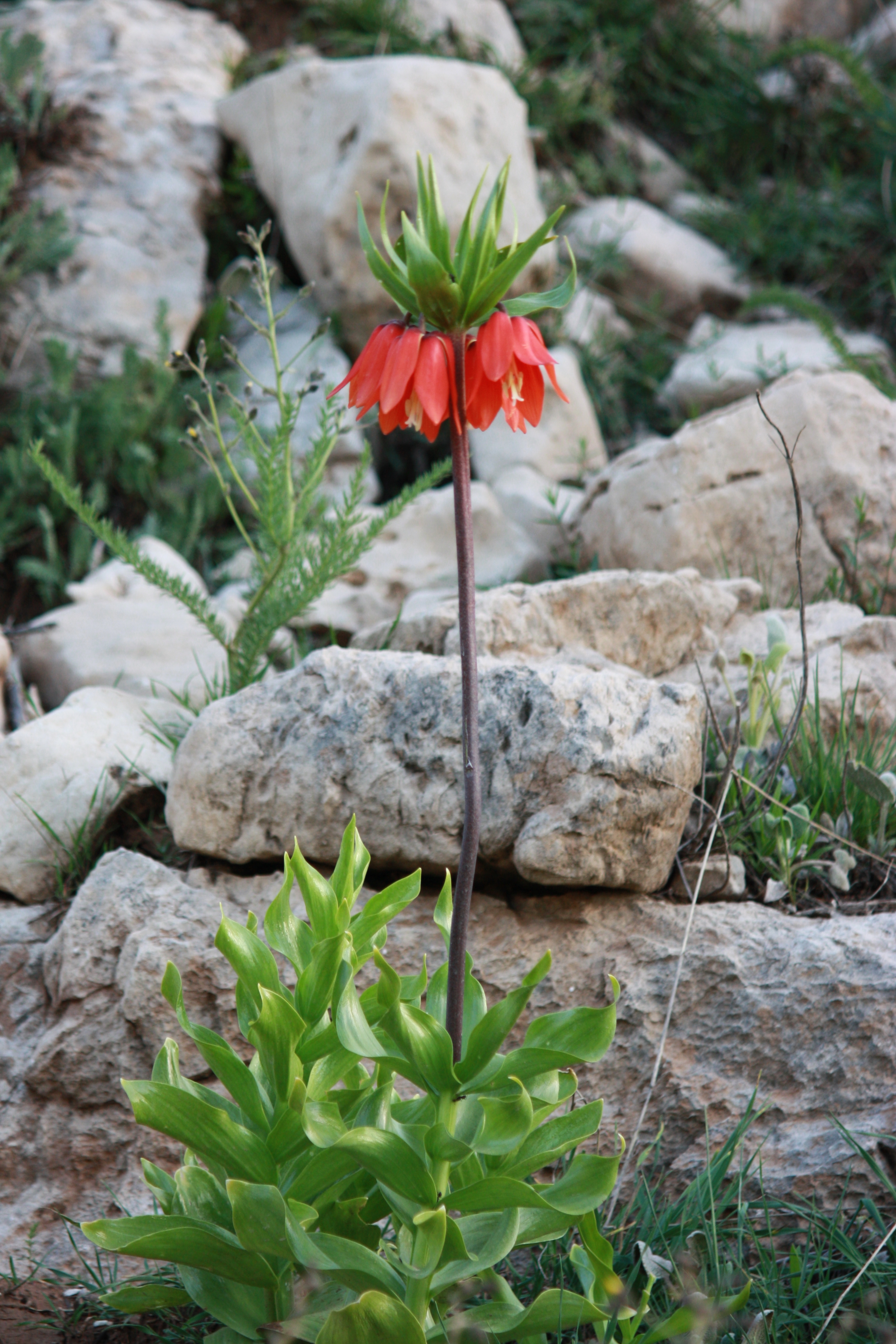
لاله واژگون در کوه دنا
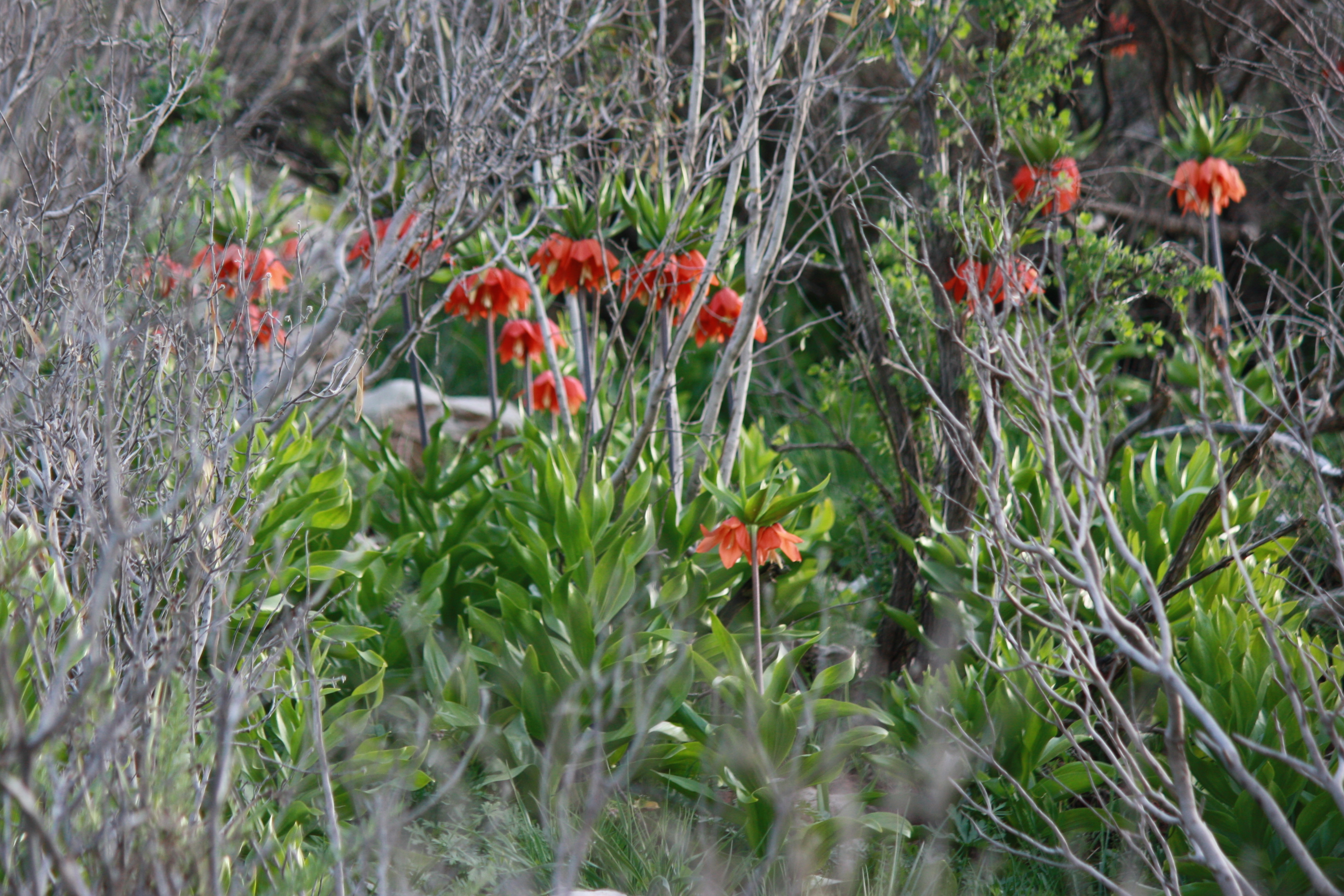
لاله‌های واژگون در کوه دنا